# Amylora
Amylora is een monotypisch geslacht in de familie Trapeliaceae. Het bevat alleen de soort Amylora cervinocuprea.